# Léopold Aimon
Léopold Aimon   (L'Illa de Sòrga, 4 d'octubre de 1779 - París, 2 de febrer de 1866) fou un violoncel·lista i compositor francès.
Aimon va néixer a L'Isle-sur-la-Sorgue, a la regió de Provença. Va dirigir l'orquestra del teatre a Marsella quan tenia només disset anys, la del "théâtre du Gymnase" de París el 1821, i del "Théâtre Français", a la jubilació d'Antoine-Laurent Baudron el 1822.
Les seves composicions inclouen deu òperes, algunes simfonies (una de les quals només sobreviu), dos concerts de fagot, un concert de violoncel, dues cantates, diverses obres vocals sacres, més de trenta quartets de corda i altres de cambra.
 Només dues de les seves òperes van ser interpretades, Jeux floraux (1818) i Michel et Christine (1821), l'última amb gran èxit. També va ser l'autor de Connaissances preliminaires de l'armonie i d'altres tractats.
Va morir a París.